# Достик (Шардаринський район)
Дости́к (каз. Достық) — село у складі Шардаринського району Туркестанської області Казахстану. Адміністративний центр та єдиний населений пункт Достицького сільського округу.
Населення — 3430 осіб (2021; 3238 у 2009, 2738 у 1999, 2552 у 1989).